# Sidol
Sidol este o localitate din comuna Kamnik, Slovenia.